# Brian Scalabrine
Brian David Scalabrine (Long Beach, California, 18 de marzo de 1978) es un exjugador y entrenador de baloncesto estadounidense que disputó 11 temporadas en la NBA y que consiguió el anillo de campeón con los Celtics en 2008. Mide 2,06 metros y jugaba de ala-pívot.

## Trayectoria deportiva

### Universidad
Jugó durante 3 temporadas con los Trojans de la Universidad del Sur de California, donde promedió 16,3 puntos, 9,6 rebotes, 2,9 asistencias y 1,2 robos por partido.

### Profesional
Fue seleccionado en el Draft de la NBA de 2001 por New Jersey Nets en la posición número 34.
Allí jugó 4 temporadas, hasta el 2 de agosto de 2005, cuando firma un contrato con los Boston Celtics por 5 años y $15 millones. Equipo con el que ganó el anillo en 2008.
Tras perder las Finales de la NBA de 2010 con los Celtics, queda como agente Libre, firmando, el 21 de septiembre de 2010, un contrato con Chicago Bulls.
Pero debido al lockout de la NBA, y tras disputar solo 18 encuentros con los Bulls la temporada anterior, en septiembre de 2011 decide marcharse a Italia a jugar con el Benetton Treviso. Dos meses después, en diciembre de 2011, deja el equipo italiano para volver a los Bulls hasta el final de la temporada 2011-12.
Tras esa temporada, decide retirarse oficialmente como baloncestista, con 520 partidos como profesional en la NBA.

### Entrenador
Después del retiro, The White Mamba, recibe una oferta de trabajo de su exentrenador tanto en los Bulls y en los Celtics, Tom Thibodeau, para que sea su asistente en los mismos Bulls. Frente a esta oferta Brian se niega, la razón de esta decisión es su estreno y llegada al canal CSN New England, donde trabaja tanto como comentarista y reportero en cancha de todos los partidos de su ex-equipo los Celtics.
En julio de 2013, el entrenador de Golden State Warriors, Mark Jackson, anuncia la contratación de Scalabrine como técnico asistente.
En 2017, Brian decide unirse a los Ball Hogs de la liga de verano BIG3.

## Estadísticas de su carrera en la NBA
|  | Denota temporada en la que fue Campeón de la NBA |

| Año     | Equipo     | PJ  | PT | MPP  | %TC  | %3P  | %TL  | RPP | APP | ROB | TPP | PPP |
| ------- | ---------- | --- | -- | ---- | ---- | ---- | ---- | --- | --- | --- | --- | --- |
| 2001-02 | New Jersey | 28  | 0  | 10.4 | .343 | .300 | .733 | 1.8 | .8  | .3  | .1  | 2.1 |
| 2002-03 | New Jersey | 59  | 7  | 12.3 | .402 | .359 | .833 | 2.4 | .8  | .3  | .3  | 3.1 |
| 2003-04 | New Jersey | 69  | 2  | 13.4 | .394 | .244 | .829 | 2.5 | .9  | .3  | .2  | 3.5 |
| 2004-05 | New Jersey | 54  | 14 | 21.6 | .398 | .324 | .768 | 4.5 | 1.6 | .6  | .3  | 6.3 |
| 2005-06 | Boston     | 71  | 1  | 13.2 | .383 | .356 | .722 | 1.6 | .7  | .3  | .3  | 2.9 |
| 2006-07 | Boston     | 54  | 17 | 19.0 | .403 | .400 | .783 | 1.9 | 1.1 | .4  | .3  | 4.0 |
| 2007-08 | Boston     | 48  | 9  | 10.7 | .389 | .326 | .750 | 1.6 | .8  | .2  | .2  | 1.8 |
| 2008-09 | Boston     | 39  | 8  | 12.9 | .421 | .393 | .889 | 1.3 | .5  | .2  | .3  | 3.5 |
| 2009-10 | Boston     | 52  | 3  | 9.1  | .341 | .327 | .667 | .9  | .5  | .2  | .1  | 1.5 |
| 2010-11 | Chicago    | 18  | 0  | 4.9  | .526 | .000 | .000 | .4  | .3  | .2  | .2  | 1.1 |
| 2011-12 | Chicago    | 28  | 0  | 4.4  | .467 | .143 | .500 | .8  | .5  | .2  | .2  | 1.1 |
| Total   | Total      | 520 | 61 | 13.0 | .390 | .344 | .783 | 2.0 | .8  | .3  | .2  | 3.1 |

### Playoffs
| Año   | Equipo     | PJ | PT | MPP  | %TC  | %3P  | %TL   | RPP | APP | ROB | TPP | PPP |
| ----- | ---------- | -- | -- | ---- | ---- | ---- | ----- | --- | --- | --- | --- | --- |
| 2002  | New Jersey | 6  | 0  | 2.3  | .333 | .000 | .000  | .5  | .0  | .0  | .2  | .3  |
| 2003  | New Jersey | 7  | 0  | 2.9  | .500 | .000 | .000  | .6  | .0  | .0  | .0  | .6  |
| 2004  | New Jersey | 9  | 0  | 8.1  | .647 | .833 | .500  | 1.3 | .1  | .3  | .0  | 3.3 |
| 2005  | New Jersey | 4  | 3  | 15.3 | .182 | .250 | 1.000 | 1.8 | .5  | .3  | .5  | 2.3 |
| 2009  | Boston     | 12 | 0  | 20.5 | .423 | .448 | 1.000 | 2.2 | 1.0 | .2  | .4  | 5.1 |
| 2010  | Boston     | 1  | 0  | 1.0  | .000 | .000 | .000  | .0  | .0  | .0  | .0  | .0  |
| Total | Total      | 39 | 3  | 10.6 | .437 | .463 | .786  | 1.3 | .4  | .2  | .2  | 2.7 |

## Vida personal
Scalabrine se casó con Kristen Couch en 2003; cuya ceremonia fue celebrada en Hawái y tienen dos hijos. También es miembro de la organización de filantropía deportiva 'Athletes for Hope'.